# Anoxia hirta
Anoxia hirta är en skalbaggsart som beskrevs av Edmund Reitter 1890. Anoxia hirta ingår i släktet Anoxia och familjen Melolonthidae. Inga underarter finns listade i Catalogue of Life.